# Al-Muntafiq
Al-Muntafiq (in arabo المنتفق‎?) è una grande confederazione tribale araba del centro e del sud dell'Iraq.
La tribù è divisa in tre branche: i B. Malik, i B. al-Ajwad e i B. Saʿīd.  La maggior parte delle tribù traccia la sua genealogia dalla tribù dei Banu 'Uqayl, già parte dell'ampia e antica confederazione tribale dei Banu 'Amir del Najd.  Tuttavia i tradizionali leader degli al-Muntafiq sono della famiglia degli Āl Saʿdūn ("il casato dei Saʿdūn), wche si dice siano Sharīf originari di Mecca, mentre la branca degli al-Ajwad si dice discenda dall'antica tribù dei Banu Tayy.
Della presenza della tribù nei deserti iracheni si ha notizia già in età abbaside e già allora la si definiva una delle più potenti tribù beduine dell'Iraq.  In età ottomana, la tribù guadagnò il controllo della regione di Bassora, sotto nominale sovranità ottomana.  Nel 1521 i Muntafiq occuparono al-Ahsa (o al-Hasa) e al-Qatif (nell'odierna Arabia Saudita orientale), venendone però allontanati dai Banū Khālid.
Durante il periodo ottomano, la maggior parte delle tribù si sedentarizzò, dedicandosi all'agricoltura nell'Iraq meridionale e occidentale. Sotto gli Ottomani, a partire dal XVIII secolo, i Muntafiq abbracciarono la versione sciita dell'Islam. La città di Nāṣiriya, nell'Iraq meridionale, ricevette il suo nome da Nāṣir, uno sceicco della tribù e la provincia circostante è stata chiamata "Provincia di al-Muntafiq" fino al 1976.  Quanti sono rimasti beduini si dedicano all'allevamento di piccoli animali, quali pecore e capre, piuttosto che di animali più grossi come i dromedari e ciò li rende meno mobili e meno competenti nelle cosiddette "arti belliche", se comparate ai beduini del cuore dell'Arabia che allevano dromedari.
Sebbene i leader nominali della tribù dell'Āl Saʿdūn siano sunniti, la maggior parte dei componenti della tribù è sciita.